# Мервиллер
Мервилле́р (фр. Merviller) — коммуна во французском департаменте Мёрт и Мозель региона Лотарингия. Относится к  кантону Баккара.	

## География
Мервиллер расположен в 50 км к юго-востоку от Нанси. Соседние коммуны: Реерре на севере, Ваквиль на востоке, Вене на юго-востоке, Баккара на юго-западе, Желакур на западе, Брувиль на северо-западе.

## Демография
Население коммуны на 2010 год составляло 379 человек.
| 1962 | 1968 | 1975 | 1982 | 1990 | 1999 | 2010 |
| ---- | ---- | ---- | ---- | ---- | ---- | ---- |
| 328  | 298  | 303  | 316  | 286  | 350  | 379  |

## Достопримечательности
- Церковь XVIII века.
- Сельская часовня Сен-Бартелеми.